# Kendal hercege
A Kendal hercege, Kendal grófja és a Kendal bárója címeket többször hozták létre Angliában és Nagy-Britannia főrendjeiben, több esetben a királyi családhoz közel álló személyek részére. A harmadszorra létrehozott Kendal grófja cím első viselője a francia királynak tett hűségesküvel elvesztette az angol címet, de a francia uralkodó Comte de Candale címet visszaadta a főúrnak a francia főrendben. Gyakori a Kendal és Candale keverése. A francia cím öröklés útján megduplázódott, a címet használó spanyol ág kihalt, de az olasz ág ma is él, bár a címet nem használja.[forrás?]
A Kendal grófi címnek nincs semmi kapcsolata VIII. Henrik angol király hatodik feleségének, Kendali Parr Katalinnak a családjával, akik Kendal várát (Barony of Kendal) birtokolták 1383 óta.
A különböző Kendal címek létezése több esetben is kétséges. Egyes esetekben al-, mellék- vagy udvariassági cím volt, ezeket nem szokás önálló címként nevesíteni.

## Kendal grófja, első létrehozás (1414)
- John of Lancaster, Bedford hercege, IV. Henrik angol király fia. A Kendal grófja címet életre szólóan kapta, a cím nem volt örökölhető.

## Második létrehozása (1443)
- John Beaufort, bár a cím örökölhető volt, de nem született férfi örökös.

## Kendal grófja, harmadik létrehozás (1446)

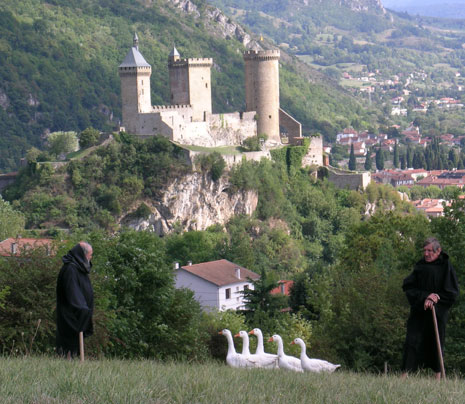
Foix vára

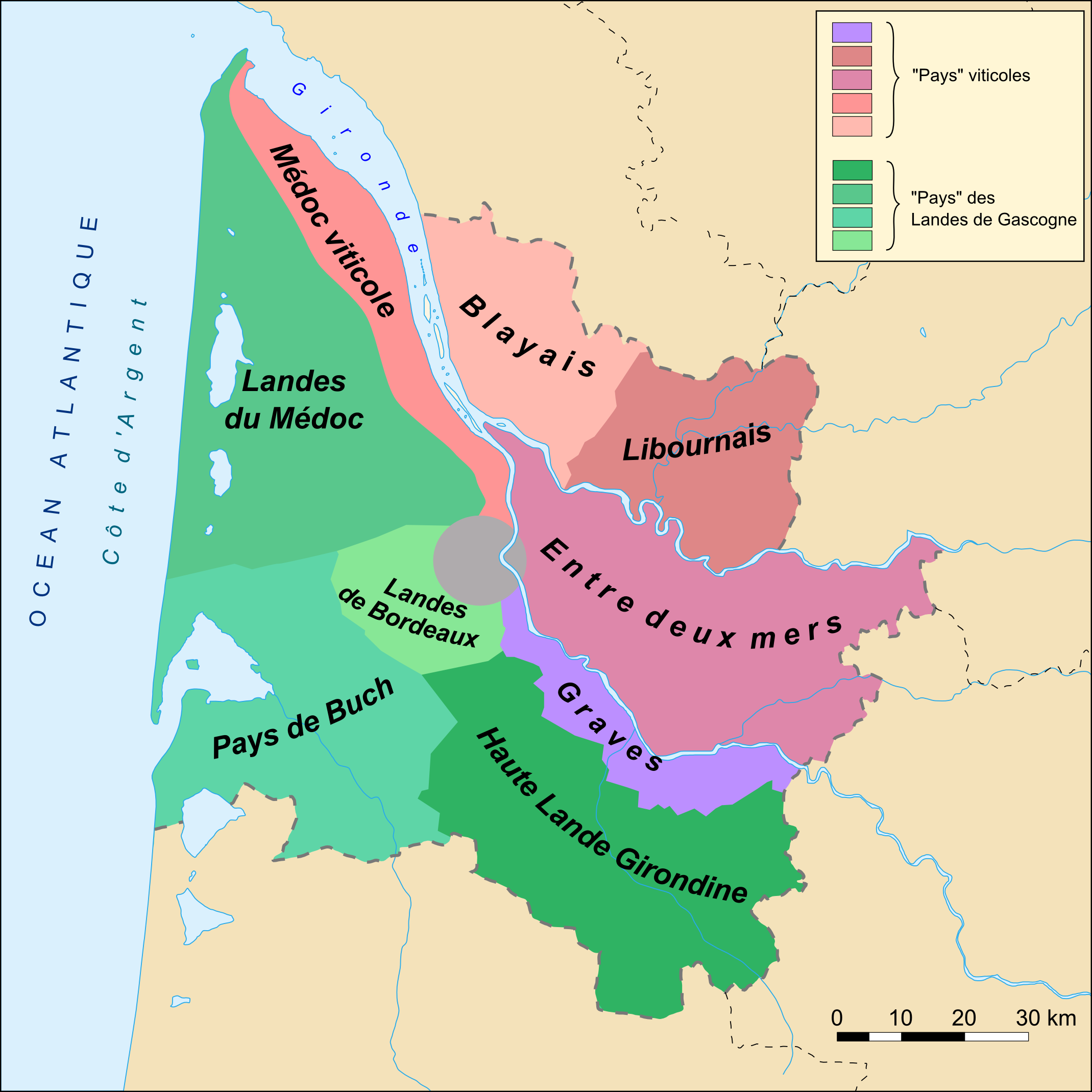
Médoc Gironde megyében

A Foix grófságot birtokló Grailly-családból származó Jean de Foix, Benauges grófja, Castillon algrófja, Buch örökös kapitánya (lásd a térképen) VI. Henrik angol királynak, mint francia királynak tesz esküt, így angol alattvalóvá lesz. A Kendal grófja címet 1446-ban nyeri el, de a Parlament nem erősíti meg a címet. VI. Henrik 1461-es angliai trónfosztása után IV. Edwárd személyében a York-ház került hatalomra, ezért Jean de Foix-Candale XI. Lajosnak tesz hűségesküt. Ennek következtében végleg elvesztette angol alattvalói státuszát és címeit, de ő továbbra is használta a Kendal grófja címet, most már francia helyesírással Candale formában, és továbbörökítette azt utódaira, így fiára, II. Gastonra. A Foix-ok ezen az ága innentől Foix-Candale-nak nevezte magát.
XI. Lajos 1462. május 17-én visszahelyezte azokba a franciaországi birtokokba, melyek apja birtokában is voltak Guyenne-ben és Gascogne-ban, így Benauges grófja, Castillon vikomtja, Buch örökös kapitánya címek mellé megkapta a Doazit bárója címet is. A Kendal grófja címet Candale francia helyesírással a francia király szintén megerősítette.
A következő családfa a Kendal-Candale grófi, majd Candale hercegi cím viselőit mutatja, de nem tartalmazza az örökösödés révén létrejött spanyol és olasz Candale címeket.
- I. Gaston de Foix-Grailly (–1455), Benauges grófja, Longueville grófja ∞ Marguerite d'Albret (–1453)
  - I. Jean de Foix-Candale (1410–1485), Kendale 1. grófja, majd Candale 1. grófja ∞ Marguerite De la Pole (1426–1485)
    - II. Gaston de Foix-Candale (–1500), Candale 2. grófja ∞ I. Katalin navarrai királynő
      - III. Gaszton de Foix-Candale (–1536), Candale 3. grófja ∞ Marthe, Astarac grófnője
        - Frédéric de Foix (1540–1571), Candale 4. grófja ∞ Françoise de La Rochefoucauld
          - Henrik de Foix, Candale 5. grófja ∞ Marie
            - Marguerite de Foix-Candale (1567-1593), Candale 6. grófnője ∞ Jean Louis de Nogaret de La Valette Épernon 1. hercege
              - Henry de Nogaret de La Valette (1591–1639), Candale 7. grófja, Candale 1. hercege ∞ Anne
              - Bernard de Nogaret de La Valette d'Épernon (1592–1661), Candale 8. grófja, Épernon 2. hercege ∞ Gabrielle de Verneuil
                - Louis-Charles de Nogaret de Foix (1627–1658), Candale 2. hercege

              - Louis de Nogaret de La Valette d'Épernon (1593–1639), Toulouse érseke[2]

## Kendal bárója, első létrehozás (1644)
- Pfalzi Rupert cseh királyi herceg nagybátyjától, I. Károly angol királytól 1644-ben számos nemesi címet kapott, köztük a Cumberland hercege (Duke of Cumberland) és Holderness grófja (Earl of Holderness) címeket. Egyes történeti források szerint ezekkel együtt a Kendal bárója (Baron Kendal) címet is elnyerte. Ugyanakkor a legtöbb hiteles forrás ezt a Kendal címet nem sorolja a hivatalosan elismert címek közé, és létezése kétségesnek tűnik. Amennyiben a cím valóban létezett, az 1682-ben, Rupert halálával kihalt, mivel nem hagyott hátra törvényes utódot.

## Kendal hercege első létrehozás (1666/67)
- Charles Stuart, Kendal hercege(wd) (1666. július 4. – 1667. május 22.) II. Jakab angol király (akkor még York hercege) és első felesége, Anne Hyde harmadik fia volt. A Kendal hercege címet szánták neki, és elvileg Wigmore grófja és Holdenby bárója is lett volna, de egyik cím okiratát sem jegyezték be hivatalosan. 1667. május 22-én, tíz hónapos korában halt meg a Szent Jakab-palotában.

## Kendal grófja negyedik létrehozás (1689)
- Oldenburgi György Cumberland hercege cím alcímeként kapta a Kendal grófja címet. A cím örökölhető volt, csak nem volt örökös.

## Kendal hercege második létrehozás (1719)
- Ehrengard Melusine von der Schulenburg I. György brit király szeretője, Munster hercegnője. Mindegyik címe életre szóló cím volt.

## Kendal bárója második létrehozása (1784)
- James Lowther (1736. augusztus 5. – 1802. május 24.) brit főnemes és politikus volt, III. György király kegyeltje. Lowther 1736-ban született a befolyásos cumbriabeli Lowther családban. 1751-ben, alig 15 évesen örökölte nagybátyja, Sir James Lowther, 4. baronett hatalmas vagyonát és birtokait, így ifjan az ország egyik leggazdagabb földbirtokosa lett. Vagyona és befolyása révén hamar belépett a politikába: 1757 és 1784 között több választókerület – főként westmorlandi és cumberland-i – képviselőjeként ült a brit alsóházban.

1775-ben feleségül vette John Stuart, Bute 1. grófjának lányát, Mary Stuartot, ezzel rokonságba került egykori brit miniszterelnökkel. Házasságukból azonban nem született gyermek. 1784-ben III. György brit király grófi rangra emelte, és egyetlen adománnyal hat angol örökletes főnemesi címet adományozott neki: Lonsdale grófját és alcímként: Lonsdale vikomtja, Lowther vikomtja, Lowther bárója, Kendal bárója és Burgh bárója lett. Ezek mind örökölhető címek, a Nagy-britanniai főnemesség részei voltak.
Különösen ismert volt politikai befolyásáról: egyes választókerületekben szinte egymaga döntötte el a parlamenti képviselők személyét, ezért a korabeli gúnynéven „the King of the North” néven is emlegették. James Lowther 1802. május 24-én halt meg, címei kihaltak.